# Filareto II de Moscú
Metropolitano Filareto o Filareto Drozdov (en ruso: Митрополит Филарет) (Kolomna, Rusia, 26 de diciembre de 1782 - Moscú, 1 de diciembre de 1867) fue uno de los más destacados jefes espirituales y teólogos de la Iglesia ortodoxa rusa en el siglo XIX.

## Biografía
Su nombre civil era Vasili Mijáilovich Drozdov (en ruso: Василий Михайлович Дроздов), hijo de un pobre cantor eclesiástico, se educó en un seminario donde aprendió latín. Terminó sus estudios de teología en 1803 para dedicarse a la enseñanza de la retórica, del hebreo y del griego. Hizo votos monásticos en 1808 adoptando el nombre de Filareto, al año siguiente fue ordenado y enviado a San Petersburgo como profesor de filosofía y teología en la Academia eclesiástica. En 1812 fue elegido rector de esta institución. 
Fue ordenado obispo en 1817 y cuatro años más tarde se traslada a Moscú. Este nombramiento le proporcionó un puesto permanente en el Santo Sínodo, aunque mientras desempeñó el puesto de procurador del mismo el general Nikolái Protásov entre 1836 y 1855, no fue invitado a participar en las sesiones del Sínodo. Hay que tener en cuenta que la institución del Patriarcado en Rusia había sido suprimida por Pedro el Grande instituyéndose el Santo Sínodo con el fin de ejercer el control del Estado sobre la Iglesia.
Filareto llegó a dirigir la política eclesiástica en Rusia bajo el reinado de Alejandro I, de quien fue consejero. Promovió la traducción de la Biblia, hasta ese momento existente sólo en el eslavo eclesiástico, al ruso moderno. 

### Traducción de la Biblia
Anteriormente, durante el reinado de Pedro el Grande (1672-1725) se había sentido la necesidad de traducir la Biblia al ruso, para lo cual se autorizó a Pastor Glück a trabajar en dicha traducción, pero Glück murió dos años después sin saberse nada de su trabajo. La traducción hubo de esperar más de cien años, hasta Filareto, para ver la luz. Los evangelios fueron publicados en 1818. En 1820 se produjo la traducción del Antiguo Testamento y en 1822 se publicó la traducción de los Salmos de Filareto y el Nuevo Testamento completo. En 1825 se editaron el Pentateuco, Josué, Jueces y Rut.

### Metropolitano de Moscú (1821-1867)
Como metropolitano de Moscú, fue un influyente miembro del Santo Sínodo. Su Catecismo, publicado en 1823 se convirtió en texto escolar. Por otra parte, Filareto preparó el borrador del manifiesto de 1861, firmado por el zar Alejandro II, por el que se emancipaba a los campesinos rusos. Fue autor de interesantes escritos como la Aclaración de la diferencia entre las Iglesias oriental y occidental, respecto a la dogmática (1815), Compendio de la historia biblicoeclesiástica (1816) y Catecismo ortodoxo. Gran popularidad tuvieron sus Slová y rechi (Palabras y sermones, 1848).
Se opuso al chauvinismo confesional que prevalecía entonces en los círculos oficiales. Manifestó que no eran necesarios los intentos que hacía Protásov por tratar como herejes a los cristianos occidentales, y que las declaraciones que formulaban los obispos y teólogos en este espíritu eran sólo sus opiniones particulares. Incluso declaró que, mientras la iglesia rusa se viera privada de los órganos canónicos de la administración, cualquier decisión doctrinal hecha en su nombre no tenía validez. 

### Canonización
Fue canonizado el 13 de octubre de 1994 y su fiesta se celebra el 19 de noviembre.